# Magisch eindspel
Magisch Eindspel (Renegade's Magic) is het derde en tevens laatste boek in de trilogie De boeken van de Zoon van de Krijger, geschreven door Robin Hobb. Na haar succesvolle trilogieën die zich afspeelden in Het Rijk van de Ouderlingen speelt deze trilogie zich af in een andere wereld.

Het boek, zowel de oorspronkelijke Engelse versie als de Nederlandse vertaling, zijn verschenen in het najaar van 2007.
Het boek is geschreven in de eerste persoon door Nevare Burvelle, de tweede zoon van een edelman, en daarmee voorbestemd zijn koning als soldaat te dienen.

## Inleiding
Nevare is de jonge soldatenzoon van een edelman, Keft Burvelle. In het eerste boek van de trilogie wordt hij blootgesteld aan de gevaarlijke magie van de Spikkels, een bergvolk in het verre oosten. De Boomvrouw Lisanne nam toen, in ruil voor het sparen van zijn leven, een deel van zijn ziel tot zich. Ze ontwikkelde dit alter ego van Nevare tot een strijder van het Spikkelvolk, en bezorgde Nevare zo een lange reeks problemen.
Nevare ontdekt dat de Spikkelmagie hem langzaam steeds verder onder haar invloed krijgt. Zijn volk, de Westerse en moderne Gernianen, met hun wetenschap en technologie, hebben de magie van Vlaktevolk gedoofd met het ijzer uit hun vuurwapens en vervolgens hun grens westwaarts verschoven. Nevare is ook nog eens getuige is van het contact tussen ijzer en Magische Spil, het dansende hart van de Vlaktemagie, waardoor de gehele magie van het Vlaktevolk uitdooft. De technologie lijkt het te winnen van de magie.

Het Spikkelvolk en haar magie bestaan echter nog. Het volk uit de Heiningbergen leeft teruggetrokken, en drijft af en toe handel met de Gernianen. Dan komt de koning van Gernia met het plan een lange handelsweg aan te leggen. Deze zogeheten Koningsweg moet Gernia weer verbinden met de zee achter de Heiningbergen, waardoor het lang weer een marinestaat kan worden en overzeese handel kan drijven. Het Spikkelvolk verzet zich hevig tegen de komst van de lucratieve Koningweg van Gernia. De weg loopt namelijk dwars door het land van het Spikkelvolk heen, en bedreigd naast de heiligdommen die de ziel van hun voorouders bevatten, ook de magie en eenheid van het woud waarin ze leven.

Door de Spikkelmagie, die aan Nevare trekt sinds zijn ontmoeting met de Boomvrouw, heeft Nevare niet alleen veel van zijn geliefden verloren; ook zijn eigen lichaam is erdoor veranderd. Hij is, als gevolg van zijn besmetting met de Spikkelpest tijdens zijn verblijf op de Koninklijke Cavalla Academie, en is daardoor ontslagen van de academie, en daarmee van zijn gouden toekomst.

Hopeloos, verbannen en onterfd door zijn vader en zonder een toekomst, zwerft hij door het land. Tijdens die tocht ontmoet hij onder andere Amzil, een weduwe die een armoedig bestaan leidt met haar vier kinderen, met wie hij een hechte band ontwikkeld. Nevare trekt verder, en vindt een nederig maar tevreden bestaan als bewaker van een graftuin en grafdelver, bij de garde van het buitenfort Gettys. De magie van de Spikkels, die in de Heiningbergen bij Gettys leven, lonkt echter naar hem. Zo ontmoet hij de Spikkelvrouw Olikea, en leert hij meer over het bestaan en het bestaansrecht van de Spikkels. De magie van het volk speelt de kaarten zo uit, dat Nevare uiteindelijk wordt beschuldigd van verkrachting, moord en necrofilie. Hij heeft zijn naam voorgoed verspeeld, en wordt tot de dood veroordeeld. Op het laatste moment biedt de magie een uitweg, en kiest hij er toch voor om verder te leven. De magie doet iedereen geloven dat hij stierf bij zijn ontsnapping. Nu de magie alle obstakels uit de weg heeft geruimd om Nevare tot zich te nemen, trekt hij de Heiningbergen in. Zijn Spikkel-ego Zoon van de Krijger, het deel van zijn ziel dat de Boomvrouw ooit van hem afnam en dat altijd werd onderdrukt door Nevare, krijgt de overhand. Nevare wordt een stille getuige in de gevangenis van zijn eigen lichaam, en kan amper zijn wil uitoefenen.

## Samenvatting
Als Magisch Eindspel opent is Nevare op de vlucht voor zijn verleden, de wereld en vooral voor zichzelf. Nadat Nevara in Woudmagie met behulp van de magie ervoor gezorgd heeft dat iedereen in Gettys geloofd dat Nevara Burv 'vermoord' is door kapitein Thayer vertrekt hij het bos in naar Lisana om erachter te komen wat het doel is wat voor hem wacht. Zelf komt hij tot de conclusie dat hij de aanleg van koningsweg moet stoppen. In een absolute wanhoopsdaad probeert hij het volledig werk stil te leggen waarbij hij bijna al zijn magie verbruikt en er na deze daad bijna geen lichaamsvet meer aan zijn lichaam zit, alle magiereserve is opgebruikt en Nevara raakt de overhand in zijn lichaam kwijt. Soldatenjongen neemt de controle in het lichaam over. Hij is de andere helft van Nevara die na een overgangsritueel door Lisana is onderricht in het gebruik van magie. Samen met de spikkels die hem te hulp zijn geschoten vertrekt hij naar de overwinterlocatie van de Spikkels, aan de andere kant van Heiningbergen.

Opgenomen door de magie voegt hij zich bij de Spikkels, om met hen te strijden tegen de Koningsweg die hun vaderland en voorvaderen uitmoordt. De vraag blijft of er ooit een definitief einde komt aan het conflict, en de tweestrijd tussen Nevares vaderland en het Spikkelvolk.